# Halosarcia
Halosarcia es un género botánico de planta suculentas, halófitas (tolerantes a sal) grandemente endémicas de Australia. De las 23 spp. registradas, uns se al encuentra a lo largo de la línea costera del océano Índico con las demás endémicas de Australia.

## Taxonomía
El género fue descrito por Paul Graham Wilson y publicado en Nuytsia 3(1): 28–29. 1980. La especie tipo es: Halosarcia halecnemoides

## Especies
- Halosarcia auriculata
- Halosarcia bulbosa  - Australia Occidental y listada como Vulnerable a Peligro de Extinción (Acta de 1999.[4]
- Halosarcia calyptrata - un arbusto divaricato de 1 m de altura. En Australia Occidental en suelos arenosos y arcillosos, lagos salino, y claypans salinos.[5]
- Halosarcia chartacea
- Halosarcia cupuliformis
- Halosarcia doleiformis
- Halosarcia entrichoma
- Halosarcia fimbriata
- Halosarcia flabelliformis,  una leñosa, perenne, tolerante a sal, creciendo 2 dm en manglares asociado con lago salados y salinas, usualmente en áreas monoespecíficas. Es un arbusto caducifolio ramas carnosas, floreciendo y fructificando de enero a mayo. H. flabelliformis se halla en Australia del Sur, Victoria y Australia Occidental, con la mayoría de la población en Australia del Sur. Está nacionalmente listada como de vulnerable a extinción,[6] de listados de estado en estado como vulnerable en Australia del Sur, en riesgo de extinción en Victoria y pobremente conocido en Australia Occidental.[7]
- Halosarcia fontinalis
- Halosarcia halecnemoides
- Halosarcia indica
- Halosarcia lepidosperma
- Halosarcia leptoclada
- Halosarcia lylei
- Halosarcia nitida
- Halosarcia peltata
- Halosarcia pergranulata, en muchas partes de Australia, y menos, en áreas salinas costeras.
- Halosarcia pluriflora
- Halosarcia pruinosa
- Halosarcia pterygosperma
- Halosarcia syncarpa
- Halosarcia undulata